# Timbaúba
Timbaúba es un municipio del estado de Pernambuco, Brasil. El municipio comprende 5 distritos: Timbaúba, Cruangi, Livramento do Tiúma, Catucá e Queimadas. Timbaúba fue una fuerte influencia en el comercio de la Hamaca y del calzado. Tiene una población estimada al 2020 de 52.802 habitantes, según datos del IBGE.

## Topónimo
"Timbaúba" es derivado del término tupí timbo'ïwa, que significa "árbol de la espuma". Es una referencia a la Stryphnodendron guianense, también conocida como Timbaúva.

## Historia
El territorio del actual municipio de Timbaúba pertenecía a la Capitanía de Itamaracá, donada a Pero Lopes de Souza. La capitanía se extendía desde la el Río Santa Cruz, al Sur de la Isla de Itamaracá, hasta el Norte a la Baía da Traição, en una extensión de 86 leguas de tierra en el litoral y de ahí alcanzaba hasta el meridiano de Tordesillas. En el inicio, la economía era basada en la explotación del palo-brasil.
A mediados del siglo XVIII, llegaron, en aquellas áreas, habitantes de Tejucupapo, de Goiana y del núcleo habitacional de Igarassu.
En la primera mitad del siglo XIX en las proximidades del poblado, había una hacienda conocida por el nombre Árvore de Espuma, perteneciente al portugués Antônio José Guimarães, que, además de sus actividades agropastorales, mantenía un establecimiento comercial donde vendía tejidos y género diversos. Antônio José Guimarães, que había logrado una posición de destaque en la localidad, instaló su tienda en el patio de su hacienda. Comenzó de ahí la formación de un nuevo poblado. Con auxilio de la población, la esposa del hacendero hizo construir una capilla en homenaje Nuestra Señora de los Dolores.
El 28 de mayo de 1873 por fuerza de la Ley 1.103 de la Asamblea Provincial de Pernambuco, fue creada la parroquia. Con un creciente desarrollo social y económico, los timbaubenses buscaron su emancipación política, siendo desglosado del municipio de Itambé. Esta fue obtenida con la promulgación de la Ley 1.363 del 8 de abril de 1879, firmada por el presidente de la provincia, Adolfo de Barros Cavalcanti, que creó el municipio y comarca de Timbaúba.

## Deportes
La ciudad de Timbaúba tiene un club en el Campeonato Pernambucano de Fútbol, el Timbaúba Futebol Clube. Los juegos se disputan en el Estadio Ferreira Lima.